# Hydroporus larsoni
Hydroporus larsoni är en skalbaggsart som beskrevs av Nilsson 1984. Hydroporus larsoni ingår i släktet Hydroporus och familjen dykare. Inga underarter finns listade i Catalogue of Life.